# Eudorcas albonotata
Eudorcas albonotata е вид бозайник от семейство Кухороги (Bovidae).

## Разпространение
Видът е разпространен в Южен Судан, на изток от Нил. Ареалът му обаче не достига границите на Кения и Уганда.